# Carl Walfried von Stern
Carl Walfried von Stern (* 16. Dezember 1819 in Piometz, Gouvernement Estland; † 19. November 1874 in Dorpat, Gouvernement Livland) war ein deutsch-baltischer Landwirt und Dichter.

## Leben

### Herkunft und Familie
Carl Walfried von Stern war Sohn des deutschbaltischen Gutsbesitzers Karl Alexander von Stern. 
Carl Walfried von Stern heiratete 1850 in Reval Caroline von Patkul. Aus der Ehe sind die Söhne Carl Friedrich von Stern (1859–1944),  Historiker, und Maurice Reinhold von Stern (1860–1938), Schriftsteller und Journalist, bekannter.

### Werdegang
Er besuchte die Domschule in Reval und studierte anschließend von 1838 bis 1843 Wirtschaft an der Kaiserlichen Universität Dorpat, wo er sich mit Begeisterung der Studentenverbindung Livonia anschloss, die er in seinen frühen Liedern als Dichter verherrlichte. 1844 trat er in die russische Domänenverwaltung ein, die ihn tief im Inneren des Russischen Kaiserreichs einsetzte. Zuletzt arbeitete er von 1852 bis 1855 für die Katasterkommission in Nowgorod. 1855 wurde er als Landwirt in Livland tätig und bewirtschaftete das von seiner Ehefrau herrührende Gut Friedrichsheim (vorher Wannamois, Livland). 1865 reiste er erstmals nach Deutschland und kurte in Teplitz. Während der Kur trat erstmals ein Bluterbrechen bei ihm auf, so dass er gesundheitlich geschwächt die Landwirtschaft 1872 aufgab, das Gut verkaufte und sich in Dorpat zur Ruhe setzte. Während seiner Tätigkeit im russischen Staatsdienst blieb für seine lyrischen Interessen keine Zeit, er nahm die dichterische Tätigkeit jedoch im Alter als Landwirt und als Rentier wieder auf.

## Schriften
- Gedichte, 1844
- gemeinsam mit Jegór von Sivers,[3] Reinhold Schellbach, Konstantin Theodor Glitsch, Andreas von Wittorf[4] : Balladen und Lieder, Dorpat 1846
- Jegór von Sivers (Hrsg.): Ein grünes Blatt auf sein Grab. Riga 1874
- Leopold von Schröder (Hrsg.): Gedichte, Dorpat 1877
- Leopold von Schröder (Hrsg.): Livonenlieder, Dorpat 1877 Digitalisat